# 미나미노쓰촌
미나미노쓰촌(南野津村)은 오이타현 오노군에 있던 촌이다. 현재의 하쿠산시, 분고오노시의 일부에 해당한다.